# Staré (okres Michalovce)
Staré (maďarsky Sztára) je obec na Slovensku. Nacházejí se v Košickém kraji, v okrese Michalovce. Obec má rozlohu 18,02 km² a leží v nadmořské výšce 156 m. V roce 2011 v obci žilo 792 obyvatel. 
První písemná zmínka o obci pochází z roku 1273.